# پیپرخا
پپرگا (به هلندی: Peperga) یک منطقهٔ مسکونی در هلند است که در وست‌استلینگ‌ورف واقع شده‌است. پپرگا ۸۵ نفر جمعیت دارد.